# NGC 5460
NGC 5460 (również OCL 925 lub ESO 221-SC24) – gromada otwarta znajdująca się w gwiazdozbiorze Centaura. Odkrył ją James Dunlop 7 maja 1826 roku. Jest położona w odległości ok. 2,3 tys. lat świetlnych od Słońca.